# Lusići
Lusići (cyr. Лусићи) – wieś w Bośni i Hercegowinie, w Republice Serbskiej, w mieście Banja Luka. W 2013 roku liczyła 106 mieszkańców.